# A Question of Identity (film 1914)
A Question of Identity è un cortometraggio muto del 1914 diretto da Charles Brabin.

## Produzione
Il film fu prodotto dalla Edison Company.

## Distribuzione
Distribuito dalla General Film Company, il film - un cortometraggio in due bobine - uscì nelle sale cinematografiche degli Stati Uniti il 13 novembre 1914.